# Pawłówka
Pawłówka [pronunciación en polaco: /paˈvwufka/] es un pueblo ubicado en el distrito administrativo de Gmina Rachanie, dentro del Condado de Tomaszów Lubelski, Voivodato de Lublin, en Polonia oriental. Se encuentra aproximadamente a 2 kilómetros al sur de Rachanie, a 12 kilómetros al noreste de Tomaszów Lubelski, y a 107 kilómetros al sureste de la capital regional Lublin.